# Гробница Давида

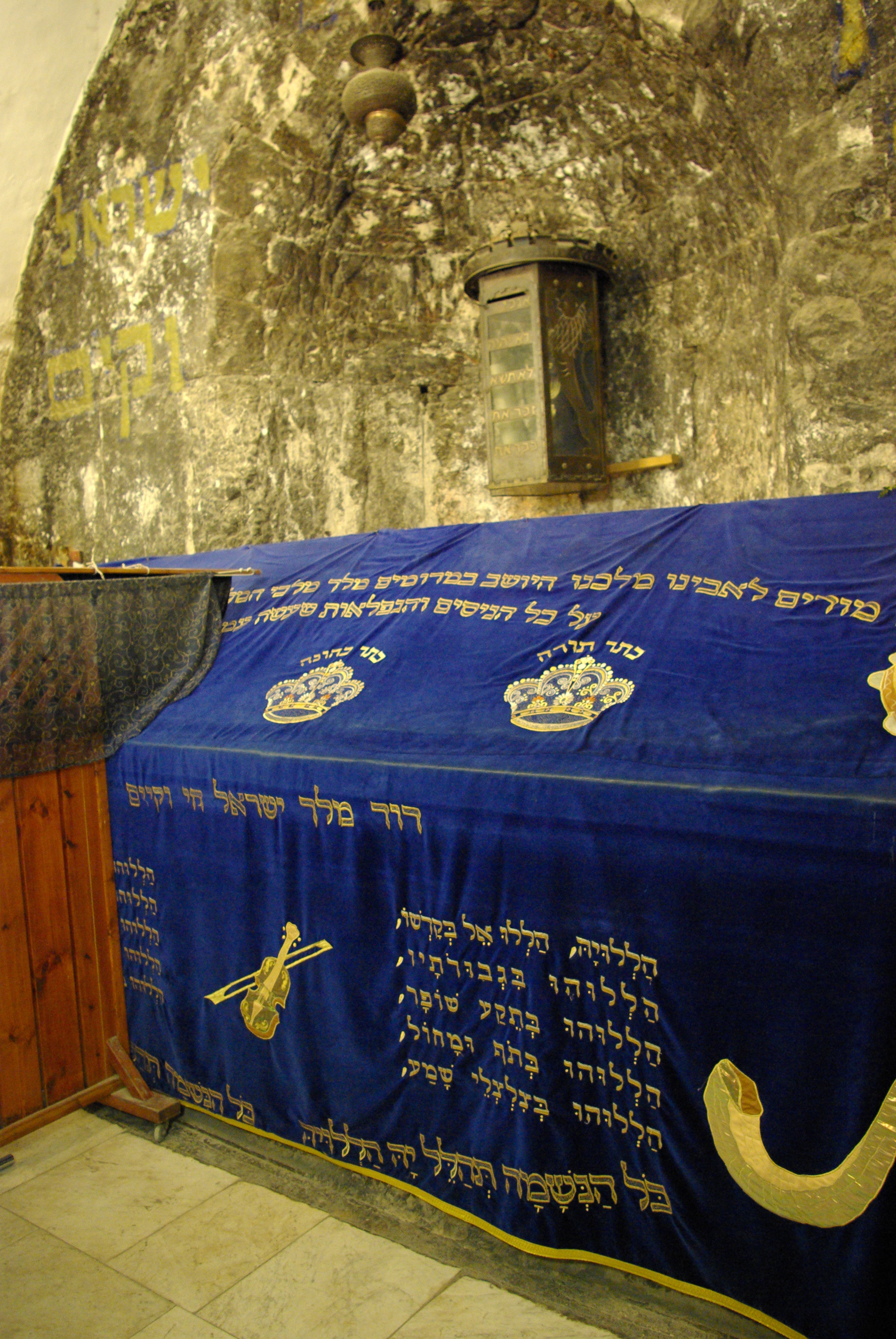
Гробница царя Давида

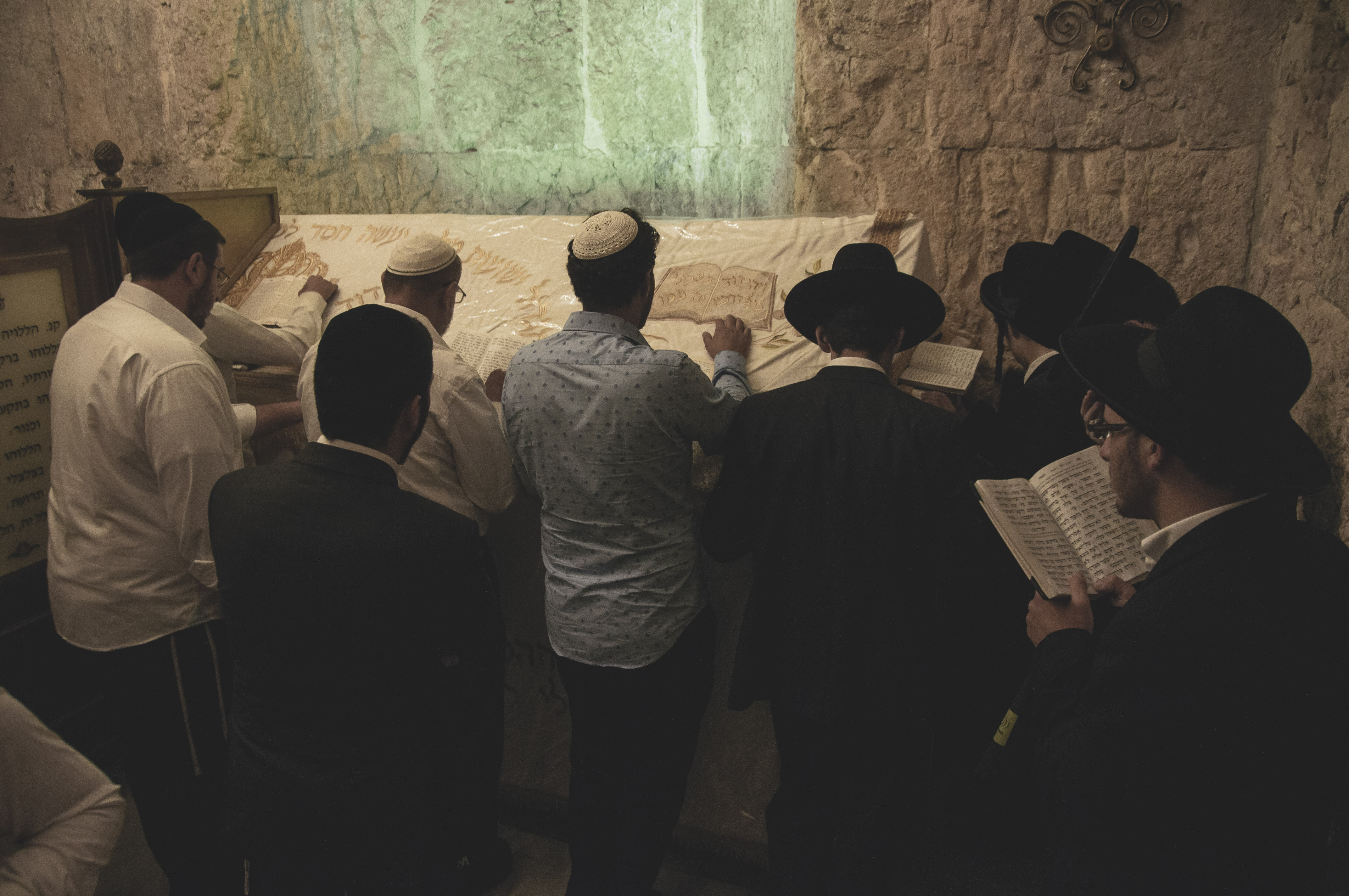
Гробница Давида. Верующие иудеи за молитвой

Гробница царя Давида (ивр. קבר דוד המלך‎) — сооружение, находящееся на горе Сион в Иерусалиме, традиционно рассматриваемое как место захоронения библейского царя Давида. Одно из священных мест иудаизма в Иерусалиме. Почитается также христианами и мусульманами.

## История
История строительства сооружения, в котором находится гробница, неопределённа. По-видимому, здание являлось синагогой, возведённой в I веке, либо одной из раннехристианских церквей. Во время взятия Иерусалима персидской армией Сасанидов в 614 году оно было повреждено, в то время как соседняя с ним базилика Айя-Сион, разрушена. В XII столетии на этом месте крестоносцами была построена церковь, в нижнем этаже которой находился кенотаф, почитаемый уже тогда как гробница царя Давида. В 1335 году орденом францисканцев здесь был основан монастырь, но в 1524 году турецкий султан Сулейман I конфисковал это место и превратил здание в мечеть, посвящённую пророку Дауду (Аль-Наби Дауд), то есть царю Давиду. Во время Первой арабо-израильской войны в 1948 году гробница царя Давида перешла к израильтянам и с тех пор является местом паломничества приверженцев иудаизма.
Является ли гробница царя Давида действительно его местом захоронения — окончательно не установлено. Согласно Библии, Давид, как и другие цари Иудеи, был похоронен в городе Давидовом (3 Цар. 2:10), который, согласно исследованиям, находился примерно в 700 м восточнее. Однако согласно традиции, сложившейся не позднее ранневизантийской эпохи (324—638), принято, что гроб, в котором был захоронен царь Давид, находится на горе Сион.

## Здание
В верхнем этаже здания, где находится гробница царя Давида, расположена Сионская горница где, согласно Евангелиям, Иисус Христос совершил Тайную Вечерю со своими учениками в страстной четверг. Нижний этаж, который почитается христианами как место омовения ног (Ин. 13:1-13), является также для иудеев священным — местом, где стоит гробница библейского царя Давида, второго царя Израильского. Состоит из четырёх помещений. Первое от входа является частью францисканской церкви XII столетия. За двумя следующими, предназначенными для молитвенных собраний, мистических размышлений и религиозных чтений верующих иудеев (здесь хранится также религиозная литература) находится третье, где можно видеть святыню — покрытую искусно вышитой тканью XVI века с древнееврейскими письменами гробницу Давида. За кенотафом находится вырубленная в стене, указывающая на север, ниша. В последующие за первым три помещения вход женщинам и не иудеям ограничен.
Весь комплекс «гробницы царя Давида» находится в собственности государства Израиль.